# Palicus obesus
Palicus obesus is een krabbensoort uit de familie van de Palicidae. De wetenschappelijke naam van de soort is voor het eerst geldig gepubliceerd in 1880 door A. Milne-Edwards.